# Ломикамінь Форчуна
Ломикамінь форчуна (Saxifraga fortunei) — вид рослин родини ломикаменеві.

## Назва
Описана англійським ботаніком Вільямом Гукером, названа в честь Роберта Форчуна.

## Будова
Багаторічна листопадна трав'яниста рослина. Має великі суцвіття-волоті з білими зигоморфними квітами, що піднімаються на 50 см на червоних квітконіжках з розетки великого темнозеленого глянцевого заокругленого листя восени.

## Поширення та середовище існування
Зростає у Японії, Китаї, Кореї, на Курильських островах та Сахаліні.

## Практичне використання
Вирощується як декоративна рослина. Має багато гібридів та сортів: ’Angelina Johnson’, ’Blackberry and Apple Pie’, ’Conwy Snow’, ’Moe’, ’Mount Nachi’, ’Pink Haze’, ’Rokujo’, ’Shiranami’, ’Sue Drew’, ‘Toujya’.

## Галерея

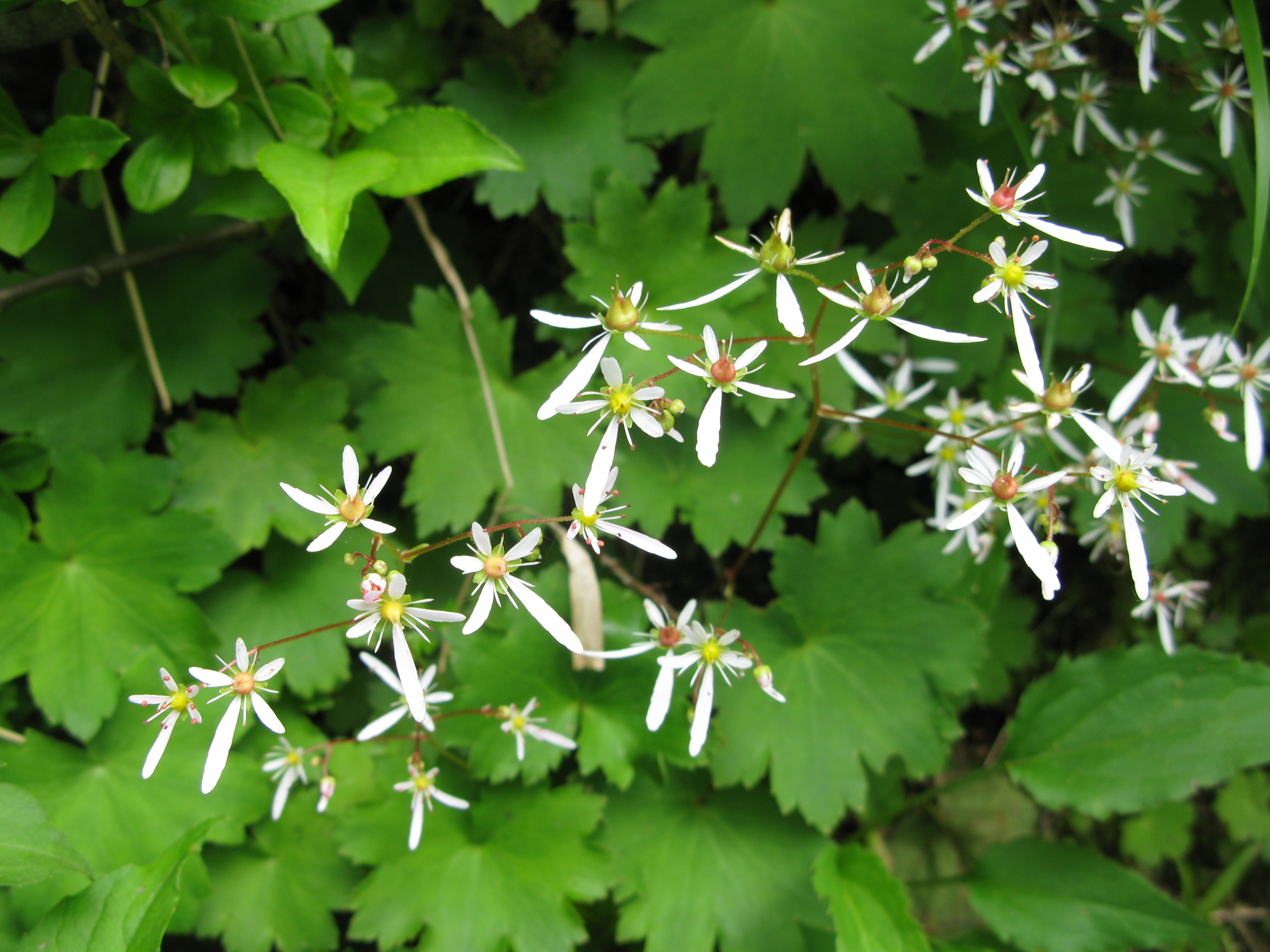
Saxifraga fortunei var. alpina
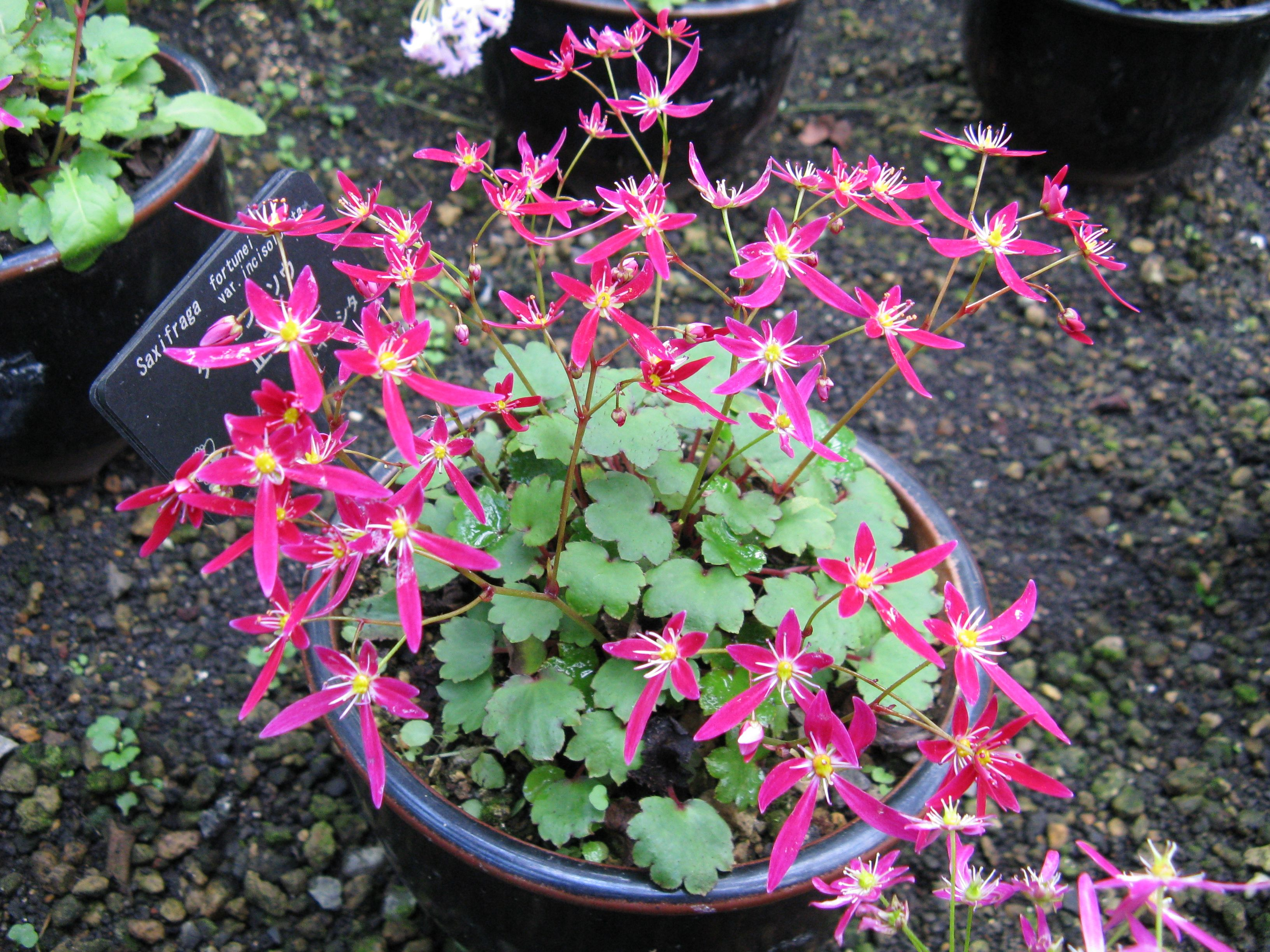
Saxifraga fortunei var. incisolobata
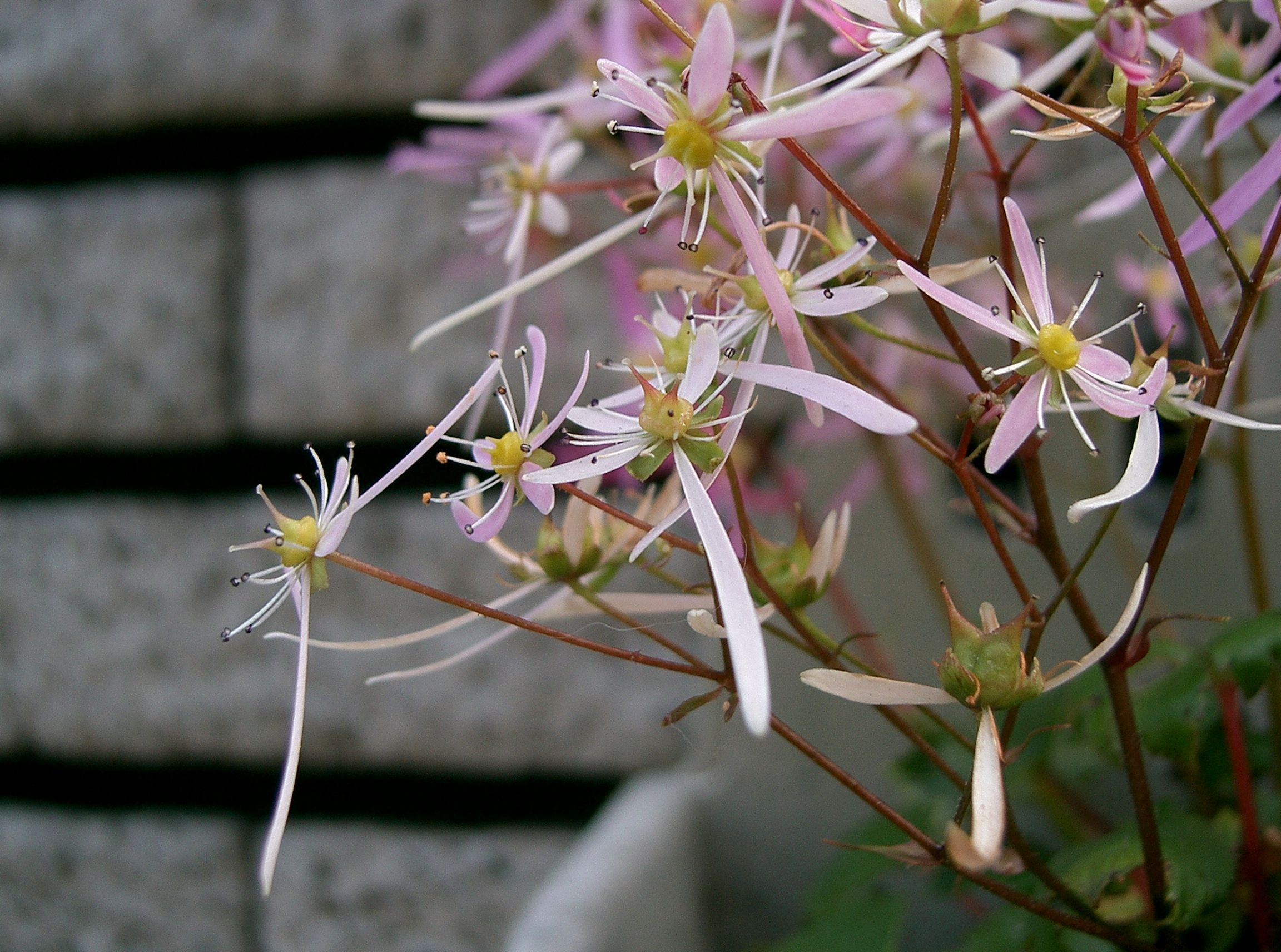